# Helmut Janz
Helmut Janz (República Federal Alemana, 11 de abril de 1934-19 de noviembre de 2000) fue un atleta alemán especializado en la prueba de 400 m vallas, en la que consiguió ser medallista de bronce europeo en 1962.

## Carrera deportiva
En el Campeonato Europeo de Atletismo de 1962 ganó la medalla de bronce en los 400 m vallas, con un tiempo de 50.5 segundos, llegando a meta tras el italiano Salvatore Morale (oro con 79.2 segundos que fue récord del mundo) y el también alemán Jörg Neumann (plata).